# Język lamboya
Język lamboya – język austronezyjski używany w indonezyjskiej prowincji Małe Wyspy Sundajskie Wschodnie, na wyspie Sumba, na południowy zachód od miasta Waikabubak. Według danych z 1997 roku posługuje się nim 25 tys. osób.
Katalog Ethnologue wyróżnia dwa dialekty – lamboya właściwy i nggaura. Nazwę nggaura wymienia również wśród dialektów języka kodi.
Jest blisko spokrewniony z językiem wewewa.